# Louisianadistriktet
Louisianadistriktet (engelska: Louisiana District) var ett tillfälligt amerikanskt distrikt, skapat efter Louisianaköpet, av områden som inte införlivats i Orleansterritoriet. Det skapades den 10 mars 1804, och existerade fram till 4 juli 1805, då det införlivades i Louisianaterritoriet. Området norr om det som senare kom att bli Arkansas kallades Övre Louisiana (engelska: Upper Louisiana). Distriktet var först militärt (10 mars 1804  - 30 september 1804); och sedan territorium (1 oktober 1804 - 4 juli 1805), under Indianaterritoriets överseende.